# Maître de la Légende de saint Georges
Le Maître de la Légende de saint Georges est un peintre allemand, actif à Cologne de 1460 à 1490. Il doit son nom de convention à un triptyque, conservé au Wallraf-Richartz Museum de Cologne, qui présente huit scènes de la légende de saint Georges.

## Éléments de style
Trois artistes dominent la peinture colonaise après Stefan Lochner; ce sont le Maître de la Légende de saint Georges, le Maître de la Passion de Lyversberg et le Maître de la Vie de Marie. Leurs manières de peindre se ressemblent parfois tellement qu'il est difficile de les distinguer, et on les a confondus au début. Il a aussi été supposé que les trois peintres animaient une sorte de coopérative de peinture. Ce n'est que tardivement que sa personnalité artistique a été caractérisée et, finalement, une œuvre assez importante lui est attribuée
Le style du Maître de la Légende de saint Georges est anguleux, au dessin accentué, les formes sont effilées et délicates. Il est plus influencé par des peintres flamands comme Rogier Van der Weyden dont il copie même littéralement certains détails. Cette proximité avec la peinture flamande conduit à l’hypothèse que le peintre n'était peut-être pas originaire de Cologne, mais plutôt de Westphalie ou des Pays-Bas. Progressivement il incorpore dans ses œuvres la tradition de l'école de Cologne représentée par Stefan Lochner et ses successeurs.
L'influence croissante d'éléments de la peinture flamande se remarque, de façon générale, notamment dans la représentation des paysages. Au départ, c'est encore un arrière-plan dominé par un horizon bas et un fond doré. Progressivement, la ligne d'horizon monte vers le haut et le paysage prend de l'ampleur. Vers la fin, le fond d'or est remplacé par une ciel bleu parsemé de nuages blancs. Un autre aspect de la peinture flamande est perceptible : la carnation de la peau, le dessin des cheveux, les vêtements de brocarts, la fourrure, la pierre et le bois; tous ces détails si bien représentés chez les peintres flamands sont progressivement imités.

## Œuvres

### TriptyqueLégende de saint Georges

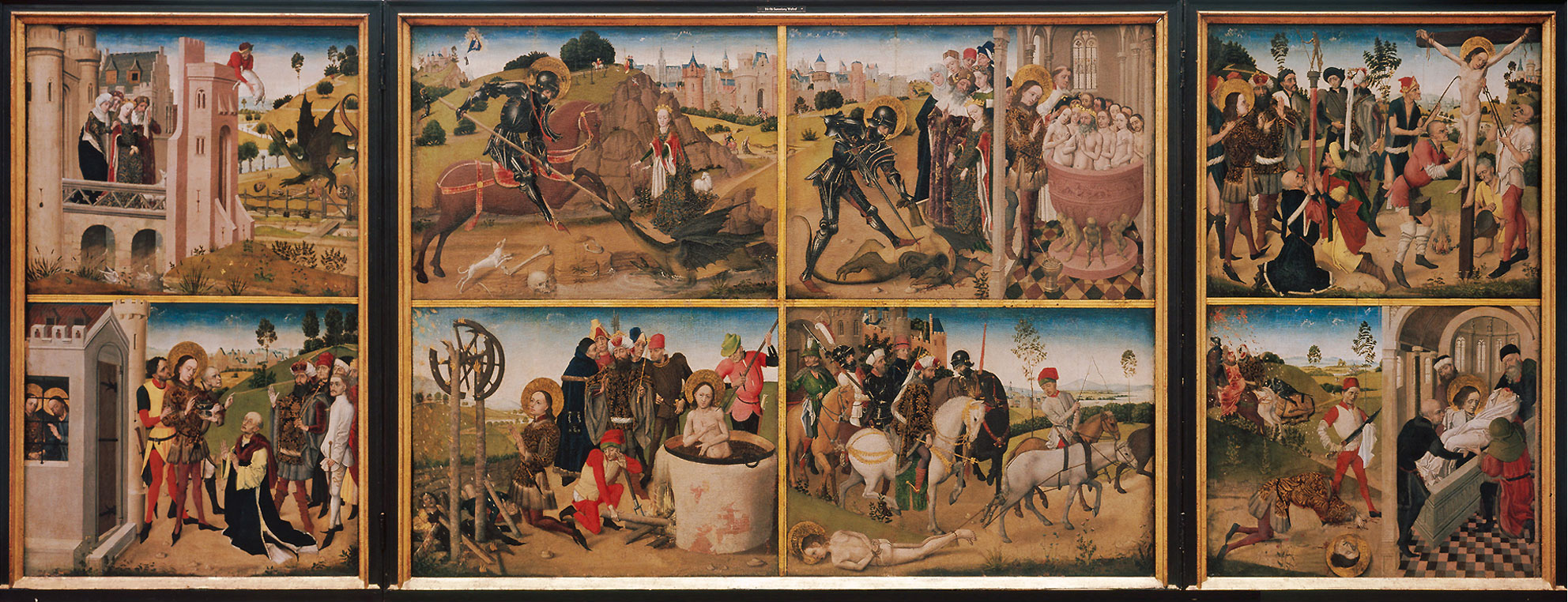
Légende de saint Georges

Le triptyque présente, lorsqu'il est ouvert, des scènes de la légende de saint Georges, et quand il est fermé une Nativité et un Ecce Homo avec un donateur identifié comme Peter Kannegiesser et sa famille. Cette large peinture, dont chacun des huit panneaux mesure que 60 × 80 cm date de 1460 environ. En panneaux de chêne, le retable est au Wallraf-Richartz Museum (WMR 0114-0118) Les panneaux retracent les épisodes de la vie et du martyre de saint Georges tels qu'ils sont racontés dans La Légende dorée. Plusieurs de ces panneaux regroupent deux épisodes, selon le procédé de la narration simultanés, dans une même cadre, mais séparés par des éléments architecturaux ou graphiques; par exemple, une scène se joue à l'intérieur, et une autre à l'extérieur. Les moments de la légende présenté sont les suivants : 
- Épisode 1 (volet gauche haut) : La ville de Silène (ou Silcha) est menacée par le dragon: à gauche la princesse fait ses adieux, à droite une brebis est jetée au dragon, du haut d’une tour.
- Épisode 2 (panneau central haut gauche) : Georges en armure noire combat le dragon, devant la princesse. Il maîtrise le dragon qui est ramené dans la ville.
- Épisode 3 (panneau central haut droit) : Georges tue le dragon devant la famille royale (à gauche); baptême (à droite) de toute la famille dans un grand font baptismal.
- Épisode 4 (volet gauche bas) : Le Christ rend visite à Georges dans la prison (à gauche); le saint boit un poison mortel dans le calice devant l'empereur et sa cour, à genoux le magicien qui a composé le poison.
- Épisode 5 (panneau central bas gauche) : Destruction de la roue (à gauche) et Georges est plongé dans une bassine d’huile et de plomb fondu.
- Épisode 6 (panneau central bas droit) : Georges est traîné par des chevaux
- Épisode 7 (volet droit haut) : Georges refuse de sacrifier aux dieux païens (à gauche cette adoration) et est crucifié avec diverses tortures (à droite).
- Épisode 8 (volet droit bas) : Georges est décapité (à gauche) et inhumé (à droite).

### Autres œuvres

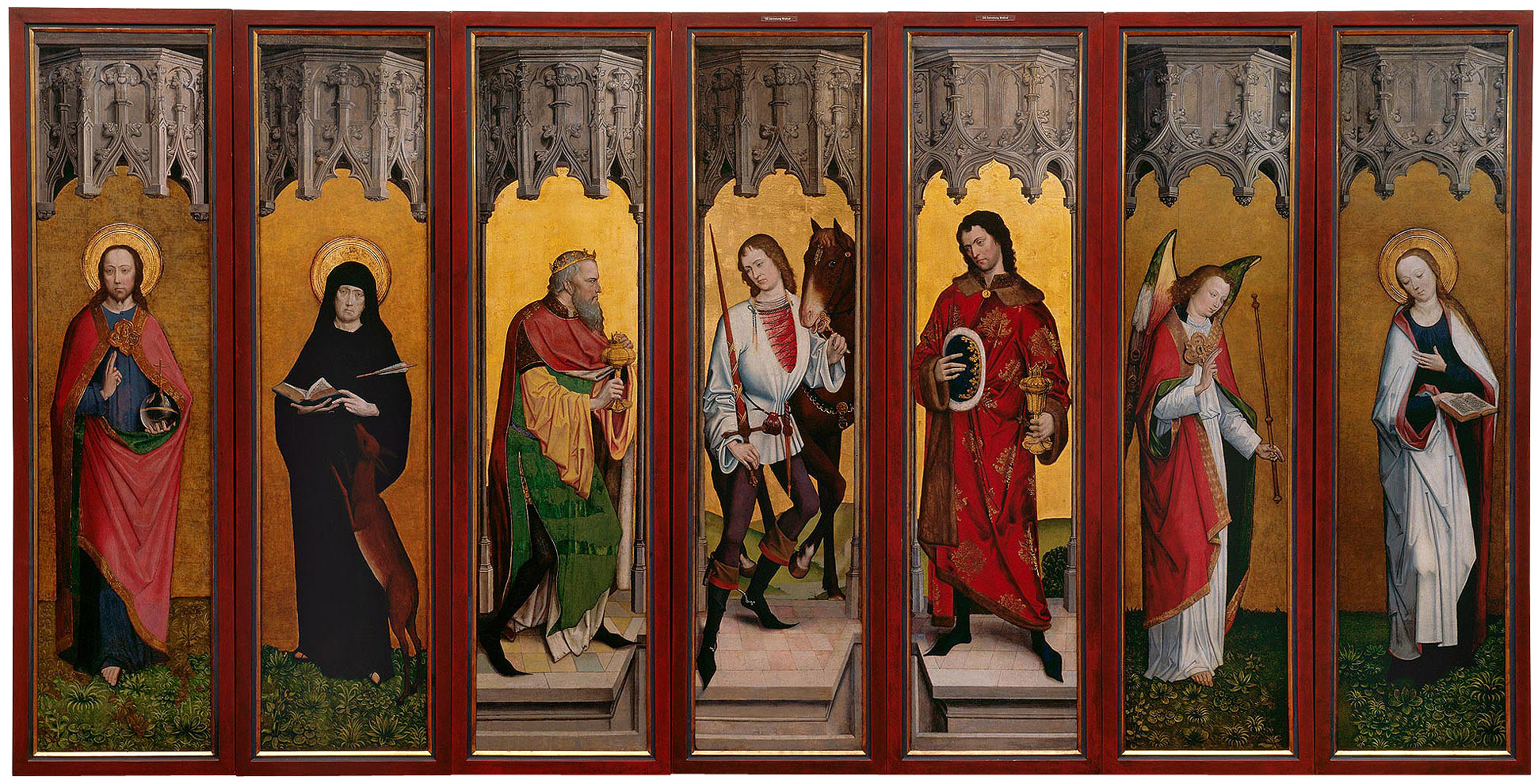
Sept panneaux d'un polyptyque, WRM 0129-0135

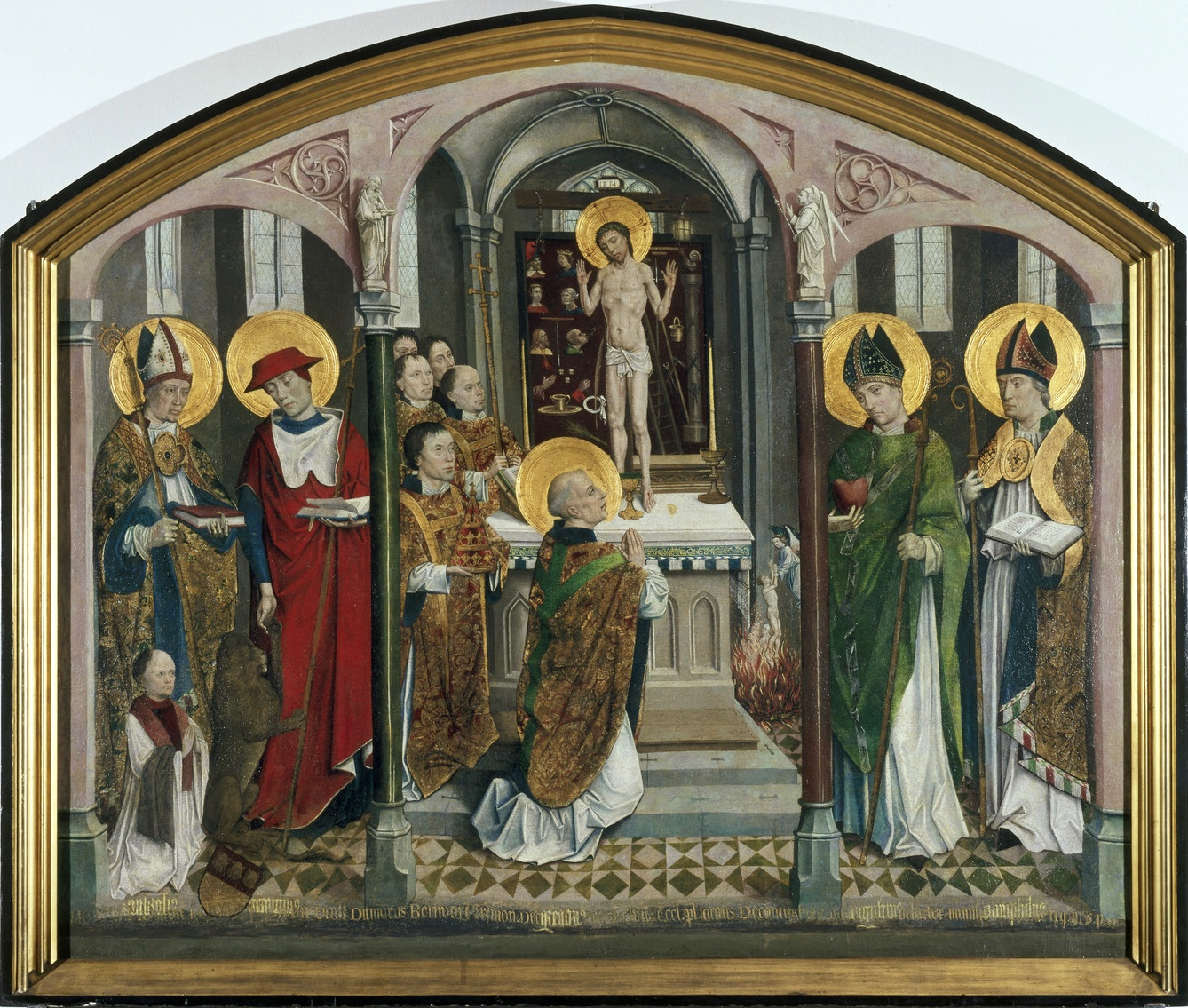
Messe de saint Grégoire.

Sept panneaux d'un polyptyqueChêne, chaque panneau environ 172 × 39 cm, Wallraf-Richartz Museum, WRM 0129-0135, vers 1485. 
Les quatre panneaux d'origine ont été découpés, et des huit tableaux il en manque un. De la gauche vers la droite, on voit le Christ Salvator Mundi, Gilles l'Ermite avec biche, flèche et livre, un des trois mages, un guerrier avec épée et cheval, un autre roi mage, enfin l'ange et Marie dans l'Annonciation. Il est plausible qu'en position fermé, les quatre volets montrent au centre l'Annonciation, entourés à gauche de Gilles l'ermite et à droite du Christ Sauveur. L'association des panneaux conduit à supposer qu'en position ouverte, le panneau central (perdu) est encadré à gauche et à droite par un des rois mages, le guerrier tout à droite et le panneau perdu tout à gauche.

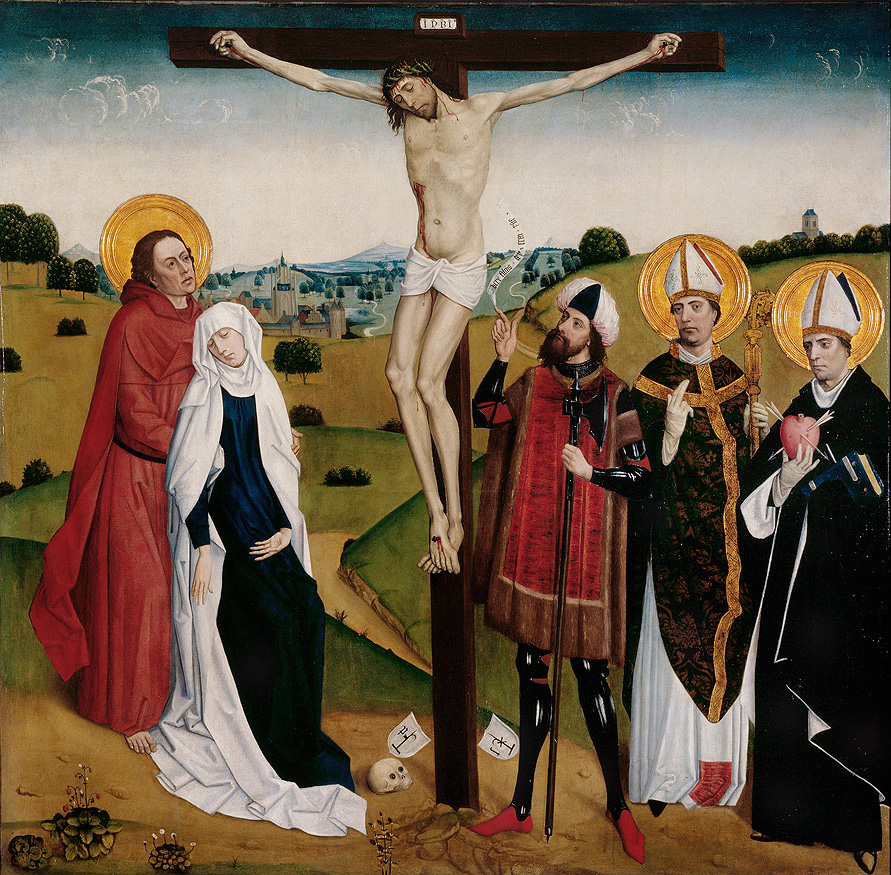
Crucifixion avec saints.

Crucifixion avec saintsWallraf-Richartz Museum WRM 0142. Dimensions 157 × 159 cm, huile sur toile de lin. Daté de 1490 environ, et attribué à un membre moins doué de l'atelier qui est aussi influencé par le Maître de la Passion de Lyversberg. À gauche de la croix, Marie et Jean, à droite le bon officier, et les saints Nicolas et Augustin. Le phylactère de l'officier porte l’inscription VERE FILIUS DEY ERAT YPSE. La présence de saints au pied de la croix est une particularité que l'on rencontre souvent dans l'École de peinture de Cologne. Le panneau provient du couvent Saint-Thomas des Augustines à Cologne. Au pied, deux petits écussons qui contiennent une sorte d'hameçon et indiquent comme propriétaires ou donateurs des pêcheurs . Celui de droite est barré d'une croix de saint André et porte la letter I ou C, celui de gauche la lettre P. La marque de droite a été identifiée.

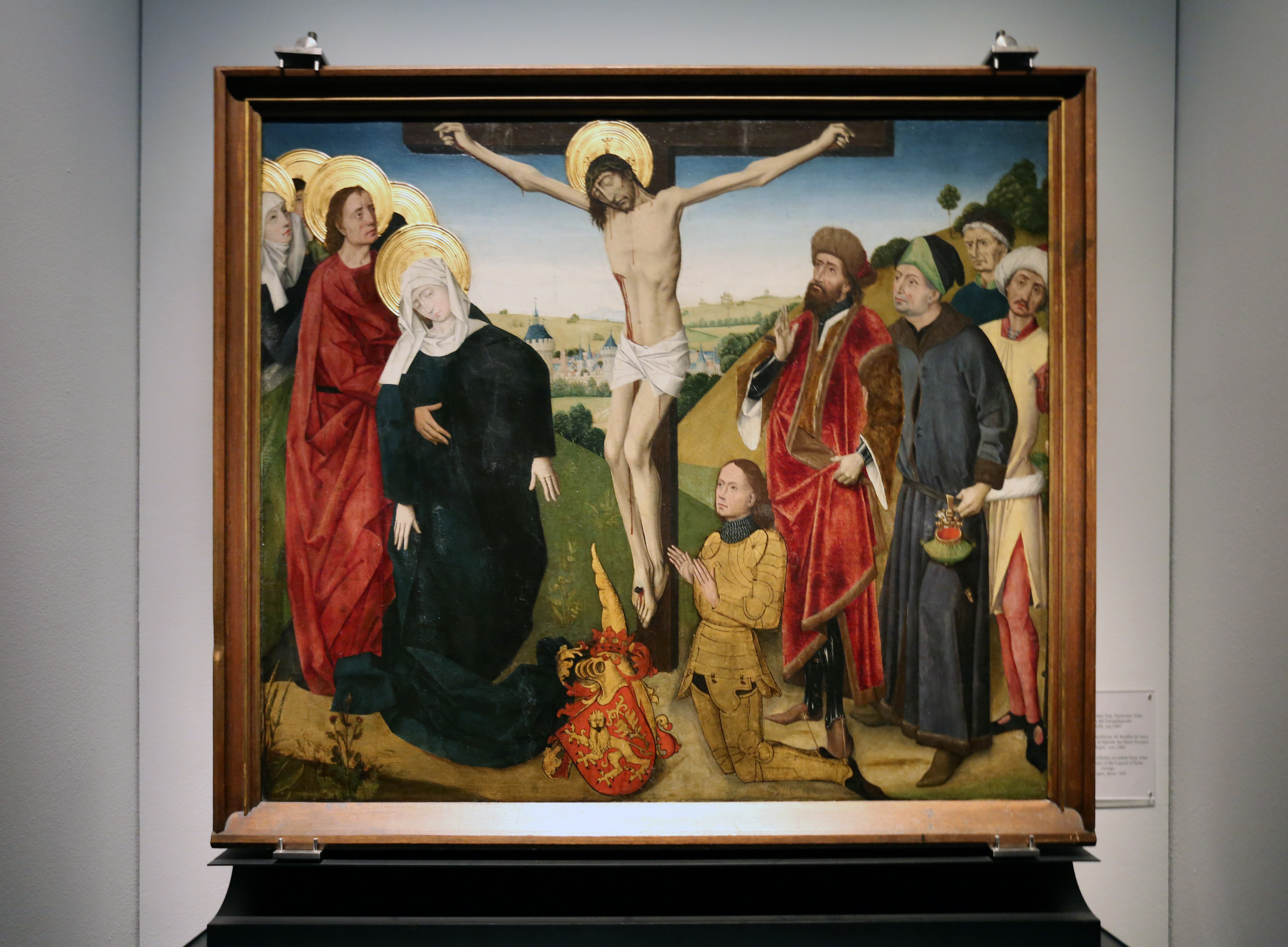
Crucifixion, dit retable de Sayn.

Crucifixion
Appelée retable de Sayn (« Saynscher Altar »), d'après le comte de Sayn, vers 1460, huile sur panneau de chêne, 116 × 113 cm. Salle du trésor de la cathédrale d' Aix-la-Chapelle. À gauche de la croix, Marie et Jean et d'autres saints, à droite divers personnages. Au pieds, un grand blason empanaché. Au dos, une Vierge à l’Enfant adorée par un comte Sayn.

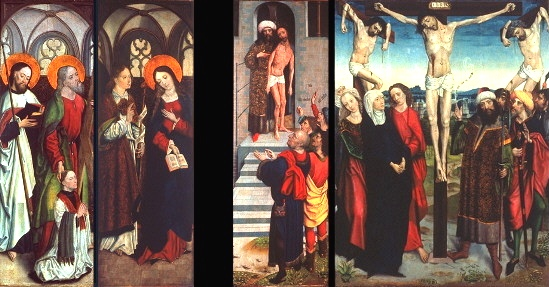
Triptyque avec crucifixion.

Triptyque avec crucifixion
Wallraf-Richartz Museum WRM 139 (vers 1485) . Les volets latéraux mesurent 120 × 40 cm, le panneau central 120 × 90 cm. Quand le triptyque est fermé, on voit sur le volet gauche le donateur avec Thomas, identifié par la lance, et André et sur le volet droit une annonciation. Quand il est ouvert, on voit un Ecce homo, au centre une crucifixion, et une mise au tombeau (qui est au Hessisches Landesmuseum de Darmstadt). Le retable provient probablement de l'église Saint-André de Cologne. Ceci concorde avec le fait que le donateur sur le panneau de gauche, même s'il n'est pas identifié, porte des habits de chanoine et est protégé par l'apôtre André. Le soin porté à l'attitude des personnages, et la représentation détaillée du paysage et des plantes attribuent le panneau central au Maître de la Légende de saint Georges, les apôtres et l’Annonciation de l'extérieur des volets seraient de l’atelier du maître, l'intérieur d'un troisième. Une telle répartition du travail entre plusieurs n'est pas inhabituelle dans un atelier colonais, mais il pourrait aussi indiquer une période tardive où les commandes sont progressivement réalisées par l'atelier. Le groupe d'hommes à droite est de grande qualité et témoigne de maturité du peintre.

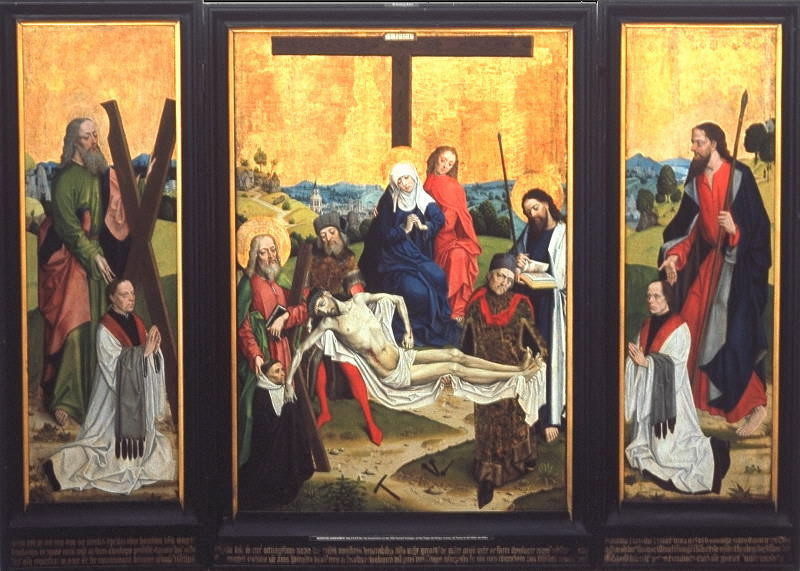
Triptyque avec descente de croix

Triptyque avec descente de croixWallraf-Richartz Museum WRM 136-138, vers 1480, dimensions du panneau central 144 × 99 cm. Attribué à l'atelier du Maître et au Maître de la Vie de Marie. Aussi appelé Triptyque du chanoine Gerhard ter Steegen, donateur du panneau central (mort en 1480). Sur les volets sont des dons de ses deux neveux et ajoutés ultérieurement. Le panneau central est plutôt du Maître de la Vie de Marie, les volets latéraux du Maître de la Légende de saint Georges.

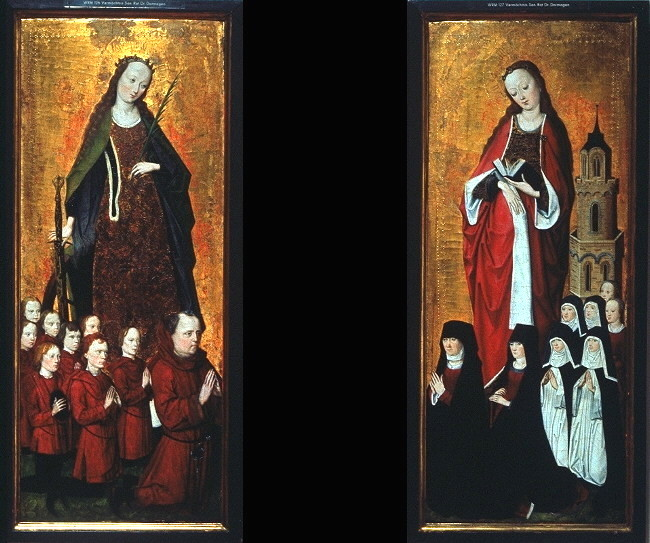
Saintes Catherine et Barbe avec donateurs.

Sainte Catherine et sainte BarbeDeux panneaux d’un retable, Wallraf-Richartz Museum, WRM 0126 et 0127. Sainte Catherine est représentée avec le donateur et huit fils, saint Barbe avec la donatrice et sept filles. L'extérieur des retables présente l'ange de l'Annonciation et Marie. L'identité des donateurs est inconnue, l'attribution au Maître de la Légende de saint Georges est discutée
Fragments d’une Passion du Christmusée Kolumba, Cologne.
Messe de saint GrégoireBasilique Saint-Cunibert de Cologne. Le Christ de douleur apparaît, sur la table d'autel, avec à l'arrière les instruments de la Passion. Grégoire est vu de côté, il est assisté par des diacres. À l'avant, il y a quatre pères d'église : Ambroise, Augustin à gauche, Jérôme et Pamphile de Césarée à droite. Le donateur est à genoux, en bas à gauche. À droite de la table d'autel, un ange délivre des âmes du purgatoire.

## Articles liés
- Gothique international
- Maître de la Vie de Marie
- Maître de la Passion de Lyversberg
- Maître de la Véronique
- Stefan Lochner

- Notices d'autorité :   - VIAF
  - GND